# Fannia peneserena
Fannia peneserena är en tvåvingeart som beskrevs av Nishida 1972. Fannia peneserena ingår i släktet Fannia och familjen takdansflugor. Inga underarter finns listade i Catalogue of Life.